# Denny Moyer
Denny Moyer est un boxeur américain né le 8 août 1939 à Portland, Oregon, et mort le 30 juin 2010.

## Carrière
Champion des États-Unis amateur des super-welters en 1957, il passe professionnel la même année et devient le premier champion du monde WBA de la catégorie le 20 octobre 1962 en battant aux points à Portland Joey Giambra. Moyer remporte également le premier titre WBC le 19 février 1963 aux dépens de Stan Harrington puis cède ces deux ceintures dès le combat suivant face à son compatriote Ralph Dupas le 29 avril 1963.
Il perd également le combat revanche mais parvient à relancer sa carrière en devenant champion d'Amérique du Nord NABF des poids moyens en 1970 et en défendant ce titre à 7 reprises jusqu'en 1972. Battu la même année par Carlos Monzon en championnat du monde, il continue à boxer jusqu'en 1975. Son palmarès est de 97 victoires, 38 défaites et 4 matchs nuls.